# Passacaille (Webern)
Pour les articles homonymes, voir Passacaille (homonymie).
La Passacaille en ré mineur (Passacaglia d-Moll) op.1 est une passacaille pour orchestre d'Anton Webern.
Elle a été composée en 1908, et jouée pour la première fois le 4 novembre 1908 à Vienne sous la direction du compositeur. L'exécution de l'œuvre dure à peu près dix minutes.
Elle marque la fin des études de musiques de Webern. C'est son morceau le plus long.

## Orchestration
L'orchestration prévoit : les bois par trois, 4 cors, 3 trompettes, 3 trombones, 1 tuba, timbales et percussions, 1 harpe, les cordes.